# Felpa
La felpa es una tela, generalmente de algodón, de textura no absorbente y tacto suave, se utiliza sobre todo para tapicerias, cortinaje y fundas decorativas de cojin. También existen telas de seda, lana o alguna fibra sintética, parecida al terciopelo pero de pelo más largo y aspecto más brillante; se utiliza sobre todo para forrar prendas de invierno y confeccionar peluches.

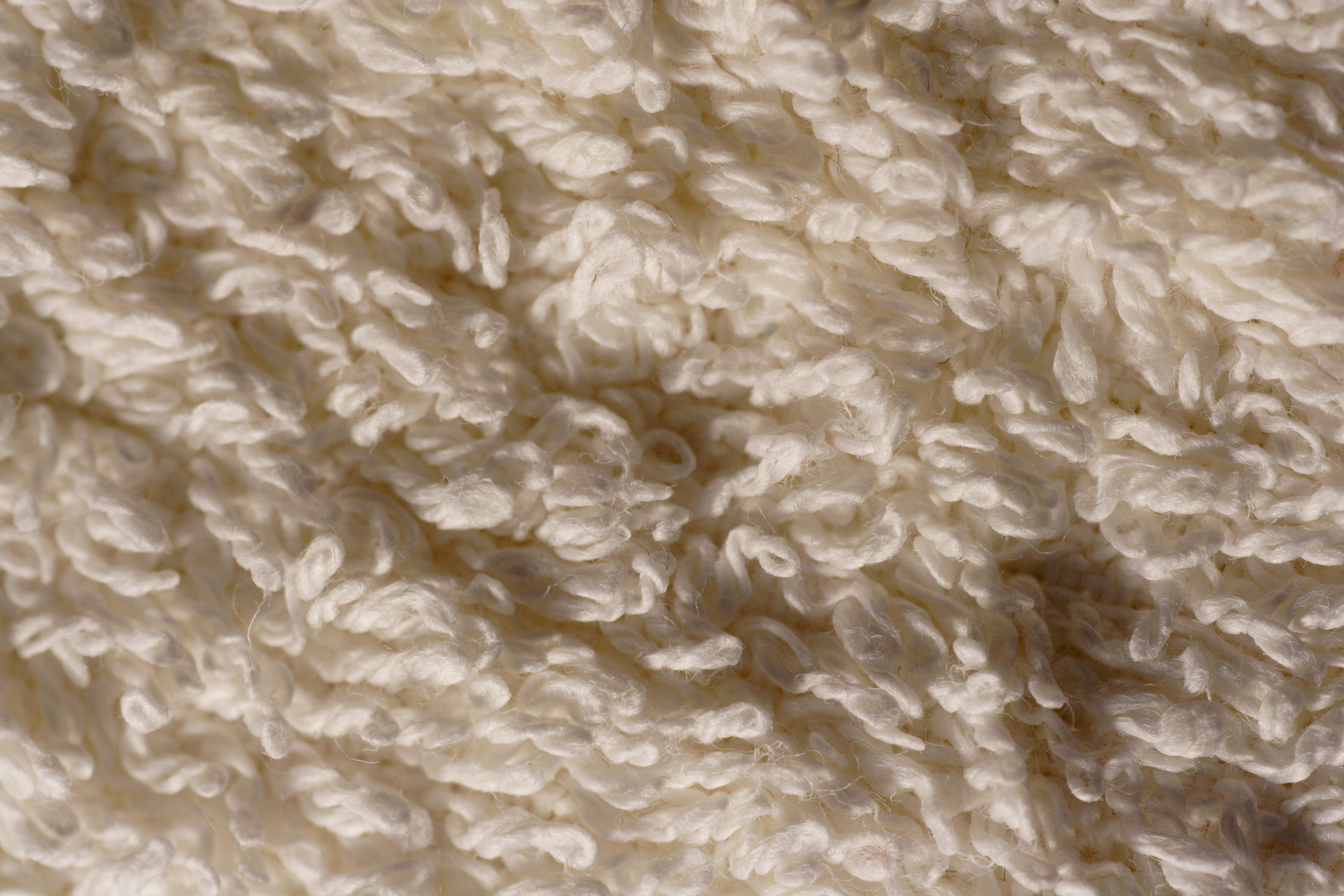
Felpa

La felpa es un fondo y un pelo: el fondo lo constituye una urdimbre de seda u otro material teñida en crudo y tramada de algodón, por ejemplo. 
Se fabrica en ligamento tafetán y otro solo que las dos pasadas entre las que se sujeta el pelo son iguales, es decir, que levantan los mismos hilos para permitir que, juntándose las tramas todo lo posible, sujeten fuertemente el pelo. Aunque su color más usado es el negro, se hace en todos colores. La felpa no es de seda negra; se emplea principalmente para sombreros de hombre, y la de colores, para adornos de señora. 
El procedimiento empleado para la fabricación de la felpa no es igual al empleado para obtener el terciopelo.
Sin embargo, el término "felpa" no es un término profesional y preciso sino una palabra de uso popular que define muchos tejidos diferentes, tal el caso de pana, terciopelo, plush, corduroy. Estos tejidos son también llamados "felpas" en diferentes países. 
Sí, se puede hablar de "efecto felpa" que podrían tener otros tejidos con acabados especiales, por ejemplo un tejido común, plano, de trama y urdimbre solamente pero con un acabado de "esmerilado" y así transfomarse en una felpa.

## Variaciones
- Las felpas rizadas se obtienen del mismo modo que los terciopelos rizos y sirven para cortes de chaleco.
- En las felpas de dos haces la parte del dibujo sobresale notablemente de la del fondo lo que se consigue empleando unos alambres altos y otros bajos de los cuales los primeros se destinan para formar las flores o dibujos y los segundos para el fondo y he aquí por qué el tejido presenta en una misma cara dos superficies o haces distintas. Estas felpas sirven para chalecos.
- Las tiras o cintas de felpa que son de calidad inferior a la misma felpa por contar generalmente un tercio menos de hilos que ésta se emplean para guarniciones y adornos de vestidos de señora.